# Pilier (équitation)
Pour les articles homonymes, voir Pilier (homonymie).
 (juin 2022).
Le pilier fixe est un poteau en bois auquel on attache le cheval avec une corde reliée au caveçon que le cheval porte sur la tête pour le dresser. D'abord utilisés seul, les piliers furent rapidement utilisés par deux, le cheval étant placé entre les deux poteaux auxquels il est attaché à chacun à l'aide d'une corde. Les piliers sont utilisés pour préparer au rassembler et aux sauts d'école.
Il a été introduit en France par Antoine de Pluvinel, écuyer de Henri II, Henri IV et Louis XIII.

## Histoire
Les piliers ont été inventés par Jean-Baptiste Pignatelli qui ainsi voulait s'aider dans la tâche difficile et fatigante de dresser les jeunes chevaux ou de redresser les sujets difficiles.
Dès 1560, dans son traité Delle razze, disciplina del cavalcare, e altre cose pertinenti ad essercition cosi fatto, imprimé à Naples, Giovan Battista Ferraro décrit l’emploi du « juge » lors du débourrage, poteau qui était utilisé dans certains régions italiennes, notamment en Toscane et dans le Latium, et qui peut être considéré comme un ancêtre du pilier. Installé au centre d’un rond, il était notamment employé pour passer un licol au poulain pour la première fois.
Pluvinel découvrit les piliers vers 1570 dans les premières académies d'équitation à Naples où il séjourna six ans, et notamment chez Pignatelli chez qui il travailla. Il les introduisit en France où il les utilisa largement. Il en décrit l'utilisation dans L'Instruction du Roy en l'Exercice de Monter à Cheval qui parut en 1625.
Pierre de La Noue, gentilhomme campagnard connu pour son seul Traité de dressage et d'équitation paru en 1620, se servait des piliers avant la publication de Pluvinel.
William Cavendish 1er duc de Newcastle (1592-1676), publie en 1657 sa Méthode et intention nouvelle de dresser les chevaux dans laquelle il détaille à son tour leur emploi.
Les tournois faisaient place aux carrousels, les chevaux utilisés, espagnols ou tarbais, avaient plus de sang et on exigeait d'eux un travail plus fin qui nécessitait de les assouplir davantage. Pluvinel utilisait le pilier unique pour faire marcher le cheval sur la volte et lui faire ranger ses hanches, préfigurant ainsi l'épaule en dedans. Ainsi, il pliait et assouplissait l'encolure et les hanches, et apprenait au cheval à fuir les talons. Avec les deux piliers, il mettait le cheval sur les hanches et le préparait à l'exécution des airs de manège, bas et relevés. Seul demeura l'usage des deux piliers pour le perfectionnement des cavaliers et dans un objectif d'assouplissement et de dressage pour le cheval.
François de La Guérinière vanta aussi l'usage des piliers car ils "donnent de l'esprit aux chevaux parce que la crainte du châtiment réveille et tient dans une action brillante ceux qui sont endormis ou paresseux, mais encore davantage ceux qui sont d'un naturel fougueux et coléreux. Aussi, je les regarde comme un moyen de développer la vigueur, la ressource, la gentillesse et la légèreté d'un cheval et même de donner ces dernières qualités à ceux qui en sont privés...C'est par leur moyen que l'on apprend au cheval à passager dans une place sans avancer, reculer, ni se traverser, ce qui est l'action du piaffer. Cette cadence est plus aisée à donner dans les piliers qu'en liberté. Faire ruer dans les piliers des chevaux qui ont la croupe engourdie et qui n'ont point de mouvement dans les hanches leur dénoue les jarrets, donne du fer à la croupe et met tous les ressorts de cette partie en mouvement." Le travail dans les piliers était la préparation obligée aux allures artificielles qu'on exigeait alors des chevaux d'école.
Jean-Baptiste de Sind (1709-1776), écuyer et hippiatre allemand, donne une large part aux piliers dans son Art de manège publié en 1762.
Leur usage se poursuivit jusqu'au XIXe siècle où Jean-Baptiste Cordier, premier écuyer de l'école de cavalerie de Saumur, en fournit une méthode assez voisine de celle de La Guérinière dans son ouvrage. L'emploi des piliers disparait au XIXe siècle avec l'évolution des techniques.
Les piliers excluaient de la haute école les chevaux dont la conformation ne se prêtait pas à cette pratique délicate.

## Utilisation
Les piliers sont placés à égale distance de chaque mur du manège et au quart de sa longueur, à 1,90 m d'écart et 1,60 m de hauteur. Le cheval est attaché par des cordes fixées à un caveçon rembourré, leur longueur laissant ses épaules au niveau des piliers.
Dans le plus grand calme et à l'aide d'une chambrière, l'écuyer lui fait ranger ses hanches d'un côté et de l'autre, tout en le portant en avant pour qu'il donne doucement dans les cordes. Quand il s'y tient bien droit, il réduit l'amplitude du mouvement des hanches en les animant jusqu'à obtenir, au milieu des piliers, les premières battues du piaffer. Il le fait ensuite se détacher de terre en lui faisant lever des temps de pesade et de courbette.
On ne monte dans les piliers que le cheval déjà dressé. Les piliers peuvent être des moyens fort dangereux de rassembler les chevaux du fait de la dureté et de la fixité qu'ils opposent aux désordres, provoqués ou non.

## Piliers vivants
Les piliers vivants ont été conçus comme une préparation aux piliers fixes. On parlait autrefois de « piliers mobiles ». Deux hommes à pied, situés de chaque côté du cheval qu'ils tiennent chacun par une corde fixée au mors, canalisent le cheval en lui permettant ou non d'avancer. Le cavalier en selle, les mains dans le dos, fait ainsi la démonstration de son assiette. Les croupades et les courbettes sont commandées par un troisième écuyer placé derrière le cheval qui est muni d'une chambrière.

## Traité de Giovanni Paolo d'Aquino
Giovanni Paolo d'Aquino, écuyer napolitain, fut maître d'équitation à l'Académie Delia de Padoue de 1636 à 1638. En 1630, il publie Disciplina del Cavallo con l'uso del piliere, qui fut un des traités d'équitation les plus marquants du XVIIe siècle, le pilier étant alors une des techniques de dressage les plus utilisées. L'ouvrage se présente sous forme de dialogues et est divisé en six journées. L'auteur rencontra Salomon de La Broue et Pluvinel quand ils travaillaient avec Pignatelli à Naples. Il leur rendit ensuite visite en France, mais n'y retrouve que Pluvinel, La Broue, dont il dit avoir été un ami proche à Naples, est déjà décédé. Il demeure avec Pluvinel pour apprendre l'art du pilier jusqu'à en avoir une parfaite maîtrise. Toutefois, selon lui, l'origine de cette technique est italienne et les écuyers français l'avaient apprise de leur maître Pignatelli.
Selon d'Aquino, la popularisation de cette technique par les auteurs français fut accueillie au départ avec scepticisme, de nombreux cavaliers critiquant son utilisation. Quelques décennies auparavant, Giovan Battista Ferraro critiquait déjà l'usage du pilier appelé  « juge » pour dresser les poulains. L'usage du pilier par les maîtres français était cependant une technique beaucoup plus subtile, et surtout dénuée de violence. Les deux piliers étaient utilisés pour dresser le cheval au piaffer et pour effectuer pesades et croupades.
L'ouvrage se démarque par sa conception extrêmement moderne du dressage. Par exemple, il insiste sur la nécessité d'acquérir en premier la complicité du cheval, en faisant preuve « d'intelligence, en sachant varier ses actions en fonction des besoins, et en faisant travailler son cerveau plus que les jambes, le dos et la bouche du cheval ». Au niveau technique, il fait encore preuve de modernité en prônant des exercices comme le demi-arrêt, qu'il appelle « francheggiare », ou la tête au mur, et surtout en préconisant un exercice qui préfigure celui qui deviendra la pierre angulaire du dressage moderne, l'épaule-en-dedans. Les canons de celui-ci seront définis un siècle plus tard, en 1733, dans l'Ecole de cavalerie de François Robichon de la Guérinière, mais il est déjà possible de trouver dans le texte d'Aquino quelques-unes de ses caractéristiques. Il s'agit d'un exercice similaire exécuté autour du pilier, et non sur un cercle, dans lequel les antérieurs se déplacent sur une piste intérieure, précédées légèrement par les épaules. Contrairement à l'épaule-en-dedans, il n'est pas porté attention à la flexion latérale du cheval. On retrouve le même exercice dans les traités de Pluvinel et de William Cavendish 1er duc de Newcastle. Selon d'Aquino, cet exercice est utile pour obtenir l'engagement de l'arrière-main, tout spécialement  « pour le cheval qui a une mobilité des hanches difficile et lente » en le rendant « élastique et rapide ».

## Pratique moderne

### A Vienne et à Saumur
Les piliers sont encore utilisés par l'école espagnole de Vienne pour quelques chevaux.
A  l'école nationale d'équitation de Saumur, le travail aux piliers se maintient, notamment pour le travail des sauteurs et le perfectionnement de leurs cavaliers. Dans le travail du jeune sauteur, il permet à l'écuyer d'intervenir à n'importe quel endroit du cheval en se déplaçant tout autour. Dans une deuxième phase de son apprentissage, la sauteur dans les piliers est monté afin qu'il s'habitue au poids de son cavalier lors de l'exécution des sauts d'école. Ils sont ensuite utilisés pour assurer l'assiette des cavaliers aux mouvements que l'on provoque chez les sauteurs.

### Les sauts dans les piliers
La pratique du saut dans les piliers nécessite un cheval vigoureux et généreux, donc, ni lourd, ni paresseux, ni difficile de caractère, et qui, par ailleurs, doit avec des hanches développées et de bons jarrets, ainsi qu'un dessus plutôt court, fort et musclé.
Les cordes doivent de préférence être hautes et courtes pour permettre au cheval de prendre un équilibre régulier et de s'engager correctement tout en restant léger sur les cordes, pour qu'il ne puisse passer la croupe sous les cordes et surtout par dessus si dans un saut violent, il venait à manquer de l'avant-main. On considère en général, que les cordes étant tendues, les épaules du cheval doivent se trouver à la hauteur des piliers. Les courroies qui relient le mors de filet au licol doivent être suffisamment lâches pour que le cheval puisse s'appuyer sur le licol sans être arrêté. Si on doit les raccourcir, on évite de demander des cabrioles pour ne pas offenser la bouche. Le cheval doit être déferré des postérieurs.

### Le dressage dans les piliers
Le dressage dans les piliers se pratique lors de séances fréquentes et courtes. Chaque résultat, même faible, est immédiatement récompensé. Il exige tact et patience de la part de l'écuyer. Alors qu'à la Renaissance et jusqu'au XIXe siècle, le maître de manège avait pour ce travail un à trois aides, on admet aujourd'hui qu'il est préférable que l'écuyer soit seul pour que l'attention du cheval demeure soutenue.
Un cheval dans les piliers doit faire ce que l'écuyer lui demande et cesser tout mouvement quand celui-ci l'exige. Il ne doit pas s'inquiéter des mouvements du cavalier qui est sur son dos.